# Glückauf-Kampfbahn
Die Glückauf-Kampfbahn (offiziell Kampfbahn Glückauf) ist ein Fußballstadion in Gelsenkirchen. Sie wurde ab August 1927 auf dem Gelände der ehemaligen Zeche Consolidation errichtet. Die offizielle Eröffnungsfeier fand am 2. September 1928 statt. Bis zum Bau des Parkstadions 1973 diente die Kampfbahn als Heimspielstätte des FC Schalke 04.

## Geschichte
Am Tag der Einweihung gab es diverse Attraktionen, darunter ein Feldhandballspiel der Handballabteilung der Gelsenkirchener gegen den Kölner Club für Rasenspiele, einen Leichtathletikwettbewerb und ein Fußballspiel gegen Tennis Borussia Berlin, das Schalke 04 mit 3:2 gewann. Zuvor hatte es in der Kampfbahn bereits am 25. August 1928 ein Freundschaftsspiel der Schalker gegen den amtierenden Westdeutschen Meister SpVgg Sülz 07 gegeben.
Ursprünglich war die mitten in Schalke gelegene Kampfbahn als reines Stehplatzstadion geplant, wenige Wochen vor der Eröffnung wurden jedoch zusätzlich 1200 Sitzplätze eingerichtet. Dies war für einen Arbeiterclub wie Schalke ungewöhnlich, bis weit in die 1930er hinein galten Sitzplatztribünen als Privileg von Stadien der bürgerlichen „Lackschuhvereine“. Bereits 1931 strömten 70.000 Zuschauer zum Freundschaftsspiel des FC Schalke 04 gegen Fortuna Düsseldorf – diese Zahl gilt bis heute als Zuschauerrekord bei Spielen in der Kampfbahn. Da das Stadion jedoch nur für 34.000 Zuschauer ausgelegt war, wurde es 1936 um die 114 Meter lange Haupttribüne erweitert, blieb aber dennoch zu klein für die Zuschauermassen. 
Nach dem Krieg wurde das Stadion, das Ende 1944 fast vollständig zerstört worden war, wieder hergerichtet und blieb auch in der Folgezeit trotz vorhandener Erweiterungspläne bis auf kleinere bauliche Maßnahmen unverändert; 1950 wurden Kassenhäuschen errichtet, 1956 folgte eine Flutlichtanlage. Die letzte in der Kampfbahn ausgetragene Bundesligapartie der Schalker war ein 2:0-Erfolg gegen den Hamburger SV am letzten Spieltag der Saison 1972/73. In den späten 1980er Jahren wurden die Stehplatzränge bis auf die mittlerweile denkmalgeschützte Haupttribüne abgetragen, so dass das Stadion heute nur noch etwa 11.000 Zuschauer fasst. Bis zum Januar 2006 wurde das Stadion durch die Schalker Nachwuchsmannschaften genutzt, heute spielt noch DJK Teutonia Schalke-Nord hier. Die Frauenabteilung des FC Schalke 04 trägt hier ebenfalls die Heimspiele aus.
Während der Fußball-Weltmeisterschaft 2006 fand hier das Gelsenkirchener Fan-Fest statt. Das Stadion war im Juni 2006 Denkmal des Monats in Westfalen-Lippe. 2023 begannen auf dem Gelände der Glückauf-Kampfbahn umfangreiche Bauarbeiten. Die denkmalgeschützte Haupttribüne wurde dazu vorübergehend entfernt.